# Catedral de Nuestra Señora del Rosario (Chittagong)
La Catedral de Nuestra Señora del Rosario  también escrito más formalmente Catedral de Nuestra Señora del Santo Rosario de Chittagong es un edificio religioso que pertenece a la Iglesia Católica y que se encuentra localizada en la ciudad de Chittagong la segunda más grande en el país asiático de Bangladés.
Es la sede de la arquidiócesis de Chittagong (en latín: Dioecesis Chittagongensis; en bengalí: চট্টগ্রাম এর বিশপের এলাকা) y su obispo es Moses Costa. 
Sigue el rito romano o latino y su historia se remonta a la evangelización iniciada por los portugueses en el siglo XVI. La Catedral actual fue construida durante el gobierno británico en 1843 y la última renovación se realizó en 1933.